# Евтропия (съпруга на Максимиан)
Вижте пояснителната страница за други личности с името Евтропия.
Евтропия (на латински: Eutropia) е по прозход сирийка и е от Константиновата династия. Тя е римска императрица, втората съпруга на император Максимиан (управлявал 285 – 310).

## Фамилия
Първи брак: с Афраний Ханибалиан (преториански префект 286 г. и консул през 292 г.). Те имат една дъщеря:
- Флавия Максимиана Теодора, втора съпруга на император Констанций I Хлор; имат шест деца. Тя е мащеха на император Константин I Велики (272 – 337; управлявал 306 – 337), син на Флавия Юлия Елена (246/50 – 18 август 330) и Констанций I Хлор. Теодора и Констанций имат децата
  - Евтропия
  - Юлий Констанций
  - Флавий Далмаций
  - Флавий Ханибалиан
  - Флавия Юлия Констанция
  - Анастасия

Втори брак: към края на 3 век с бъдещия император Максимиан. Те имат две деца:
- Марк Аврелий Валерий Максенций (* около 278), римски император (306 – 312); женен за Валерия Максимила, дъщеря на император Галерий, имат двама сина
  - Валерий Ромул
  - Аврелий Валерий
- Фауста Флавия Максима (* между 289 и 298), съпруга на император Константин I Велики през 307 г. и има с него шест деца:
  - Константин II, управлява от 337 до 340,
  - Констанций II, управлява от 337 до 361
  - Констанс, управлява от 337 до 350
  - Константина, омъжена за Ханибалиан, а след това за Констанций Гал
  - Елена, омъжена за император Юлиан
  - Фауста, става майка на император Валентиниан I